# Татарский Шелдаис
 Татарский Шелдаис  — село в Спасском районе Пензенской области . Входит в состав Татарско-Шелдаисского сельсовета.

## География
Находится в северо-западной части Пензенской области на расстоянии приблизительно 15 км на юг от районного центра города Спасска на правом берегу реки Шелдаис.

## История
Известно с 1721 года как деревня Шелдовис. В 1782 году отмечен 71 двор. В середине XIX века имелись 2 мечети и мусульманское училище. В 1911 году показано как единое село Шелдаис, центр волости Керенского уезда, 2 крестьянских общества (русское и татарское). В 1955 году — центральная усадьба колхоза «Знамя Ленина», в 1972 году — совхоза «Октябрьский». В 2004 году оставалось 48 хозяйств.

## Население
Численность населения: 679 человек (1782 год), 763 (1864), 1091 (1897), 1312 (1926), 674 (1939), 471 (1959), 304 (1979), 204 (1989), 173 (1996), 71 (2023) Население составляло 134 человека (татары 95 %) в 2002 году.
| 1782 | 1864 | 1897  | 1926  | 1930  | 1939 | 1959 |
| ---- | ---- | ----- | ----- | ----- | ---- | ---- |
| 679  | ↗763 | ↗1091 | ↗1312 | ↗1407 | ↘674 | ↘471 |
| 1979 | 1989 | 1996  | 2002  | 2010  | 2012 | 2015 |
| ↘304 | ↘204 | ↘173  | ↘134  | ↘104  | ↘102 | ↘88  |